# Berthold Auerbach
Berthold Auerbach, pseudonimo di Moses Baruch Auerbacher (Horb am Neckar, 28 febbraio 1812 – Cannes, 8 febbraio 1882), è stato un poeta e scrittore tedesco, ebreo, nato nel Regno di Württemberg (i vari Stati tedeschi furono unificati sotto un'unica bandiera solo nel 1871). Diversi intellettuali di spicco, Eduard Lasker (Berthold Auerbach, ein Gedenkblatt, 1882) per citarne uno, si sono interessati della sua opera, non poco influente nella cultura tedesca.
Nato a Horb am Neckar, che all'epoca si chiamava "Nordstetten", si formò nelle prestigiose Università di Tubinga, Monaco e Heidelberg; la sua passione per la Letteratura, già precedentemente manifestatasi, lo portò a studiare Lettere e ad interessarsi di Filosofia - in particolare lo affascinavano Spinoza e gli altri intellettuali ebrei che ne avevano fatto la Storia. Scrisse in proposito diversi trattati, dei quali uno proprio in questi anni: Giudaismo e Letteratura Recente; scrisse, inoltre, altre opere di successo in proposito: Spinoza e Poeti e Mercanti. 
Ma il suo nome è legato soprattutto a All'Apice, pubblicata a Stoccarda nel 1861, nella quale celebrava la Foresta Nera e le Alpi Bavaresi, descrivendole con mirabile cura e abbondanza di particolari; l'opera contiene tematiche eterne quali il tormento dell'uomo e la Psicologia, in base alla quale analizza i personaggi oggettivamente - caratteristica del realismo dei suoi tempi.

## Opere scelte
- Schwarzwälder Dorfgeschichten (1843)
- Barfüssele (1856)
- Edelweiss (1861)
- Das Landhaus am Rhein (1869)